# قائمة مواضيع علم النحو
هذه قائمة لمواضيع علم النحو التي يعتني بدارسها والبحث فيها، مرتبة لا على حروف الهجاء بل بحسب تسلسلها في التصنيف والتعليم.

## مقدمة
علم النحو يعتني بدراسة آخر الكلمة في حال تركيبها ويضع لها قواعد تضبط حركاتها في آخرها لجميع حالات صيغ الكلام المختلفة التي يتحدث الناس بها، حتى يُعرف مقصد المتكلم فيُمييز الفاعل من المفعول.
ولقد دأب الناس منذ بداية تدوينه بتعريف علم النحو ثم يُعرفون معنى الكلام والكلمة والجملة ثم يتسلسلون في المواضيع بحسب ما يتضمنه الكلام من تركيب وإنشاء.

## المواضيع
- تعريف علم النحو
- تعريف الكلام
- الاسم
- الإعراب
- البناء
- أنواع الأسماء
- اسم إشارة
- اسم الاستفهام
- اسم التفضيل
- اسم الشرط
- اسم تام
- اسم فعل
- اسم متمكن
- اسم مقصور
- اسم ممدود
- اسم موصول
- الاسماء الخمسة
- اسم جمع
- الفعل
- الفعل المعتل
- الفعل المجرد والمزيد
- الفعل الناقص
- الفعل المبني للمجهول
- الافعال الخمسة
- الحرف
- حروف الجر
- حروف العطف
- حروف الاستثناء
- الفاعل
- تاء الفاعل
- المفعول به
- نائب الفاعل
- المفعول من أجله
- المفعول معه
- المفعول المطلق
- المبتدأ
- الخبر
- نواسخ المبتدأ والخبر
- كان وأخواتها
- إن وأخواتها
- ظن وأخواتها
- الظرف
- المضاف والمضاف إليه
- الحال
- التمييز
- النعت
- التوكيد